# Kaňon Ohře
Kaňon Ohře je Evropsky významná lokalita vyhlášená v roce 2004 v Karlovarském kraji. Lokalita je zahrnuta do soustavy Natura 2000. Předmětem ochrany jsou smíšené lužní lesy, nížinné až horské vodní toky s vegetací a chasmofytická vegetace silikátových skalnatých svahů.

## Popis oblasti
Lokalita se nachází na území CHKO Slavkovský les v kaňonovitém údolí neregulovaného toku Ohře mezi Loktem a okrajovými částmi Karlových Varů, Tašovicemi a Doubím.

### Geomorfologie a geologie
Z geomorfologického hlediska náleží území do geomorfologického celku Slavkovský les. Území je modelováno erozní činností řeky Ohře, která zde vytváří dva výrazné meandry. Horninové podloží tvoří granity, při východním okraji granodiority krušnohorského plutonu.
Žula vystupuje na více místech na povrch v podobě výrazných skalních útvarů a suťových polí. Nejmohutnější skalní útvary se nacházejí přibližně v polovině protáhlého území a jsou chráněny jako Národní přírodní památka Svatošské skály.
Kromě nich se v území nachází řada izolovaných skalních věží a skal různých tvarů a velikosti. Mrazové pochody vytvořily rozsáhlá kamenná moře. Svahy jsou na mnoha místech rozbrázděny prudce klesajícími roklemi potoků. Celé území je vertikálně výrazně členité, převýšení od nivy Ohře k nejvyšším okolním vrcholům je až 270 m.

### Flóra a fauna
Většina lokality je pokryta přirozenými, těžce přístupnými lesními porosty. Okolní svahy nad Ohří jsou pokryty zčásti suťovými lesy a květnatými bučinami, v nižších polohách dubohabřinami, břehové partie pokrývají jasanovo-olšové luhy. Převládá javor klen (Acer pseudoplatanus), jasan ztepilý (Fraxinus excelsior), buk lesní (Fagus sylvatica), dub letní (Quercus robur), místy jilm horský (Ulmus glabra), lípa malolistá (Tilia cordata) a jedle bělokorá (Abies alba). V keřovém patře roste líska obecná (Corylus avellana), zimolez černý (Lonicera nigra), růže převislá (Rosa pendulina) a rybíz alpínský (Ribes alpinum). Na mělké půdě žulových výchozů převažuje borovice lesní (Pinus sylvestris).
Bylinné patro reprezentují svízel vonný (Galium odoratum), bažanka vytrvalá (Mercurialis perennis), violka lesní (Viola reichenbachiana), hrachor jarní (Lathyrus vernus), samorostlík klasnatý (Actaea spicata), svízel lesní (Galium sylvaticum), vraní oko čtyřlisté (Paris quadrifolia), udatna lesní (Aruncus vulgaris), kakost smrdutý (Geranium robertianum), bažanka vytrvalá (Mercurialis perennis), hluchavka skvrnitá (Lamium maculatum), pitulník žlutý (Galeobdolon luteum) a bršlice kozí noha (Aegopodium podagraria). Vzácnější jsou kyčelnice cibulkonosná (Dentaria bulbifera), kyčelnice devítilistá (Dentaria enneaphyllos), jaterník podléška (Hepatica nobilis), lilie zlatohlavá (Lilium martagon), kokořík přeslenitý (Polygonatum verticillatum), vřesovec pleťový (Erica carnea) a zimostrázek alpský (Polygala chamaebuxus).
Vegetaci skalních štěrbin reprezentují například osladič obecný (Polypodium vulgare), udatna lesní (Aruncus vulgaris), kapraď rozložená (Dryopteris dilatata), puchýřník křehký (Cystopteris fragilis), violka trojbarevná (Viola tricolor) a papratka samičí (Athyrium filix-femina).
V toku řeky Ohře je obsazen vegetací vodních toků s laktušníkem štětičkovým (Batrachium penicillatum) a lakušníkem vzplývavým (Batrachium fluitans).
Z živočichů se v území vyskytují zmije obecná (Vipera berus), skorec vodní (Cinclus cinclus), výr velký (Bubo bubo), ledňáček říční (Alcedo atthis), strakapoud velký (Dendrocopos major), sokol stěhovavý (Falco peregrinus), jestřáb lesní (Accipiter gentilis), čáp černý (Ciconia nigra). Na Ohři často zimuje morčák velký (Mergus merganser), vzácněji hohol severní (Bucephala clangula).
V letech 2007–2008 proběhl v rámci celkem 29 jednodenních exkurzí na území EVL Kaňon Ohře průzkum brouků. Pro vzácné a ohrožené druhy představuje území významná útočiště k přežívání. Celkem bylo zjištěno 637 druhů, z toho 29 vedených v Červeném seznamu bezobratlých České republiky. Jedná se tak o cenné území vymykající se svoji rozmanitostí a zachovalostí z industriální krajiny západního Podkrušnohoří.

## Přístup a turistika
Územím pochází po levém břehu Ohře intenzivně využívaná modře značená turistická stezka, spolu s cyklostezkou Ohře z Lokte do Doubí. Část lokality je přístupná po Naučné stezce Doubí–Svatošské skály, která končí v obci Hory. V území se nachází řada důkazů činnosti Benátčanů, kteří zde hledali rudy kovů a drahé kameny. Počátky jejich činnosti v kraji jsou nejasné, lze je položit již do 13. století. Jedna ze štol, tzv. štola Vildenava se nachází v těsné blízkosti turistické stezky, další zvaná štola Benátčanů, pak v prudkém svahu nad řekou nedaleko Tašovic.
Při turistické stezce se nachází pramen Hořčička, 231,2 metrů hluboký průzkumný hydrogeologický vrt KH-12, vrtaný za účelem ověření hydrologického charakteru oherského zlomového pásma v jeho jihozápadním křídle.

## Fotogalerie

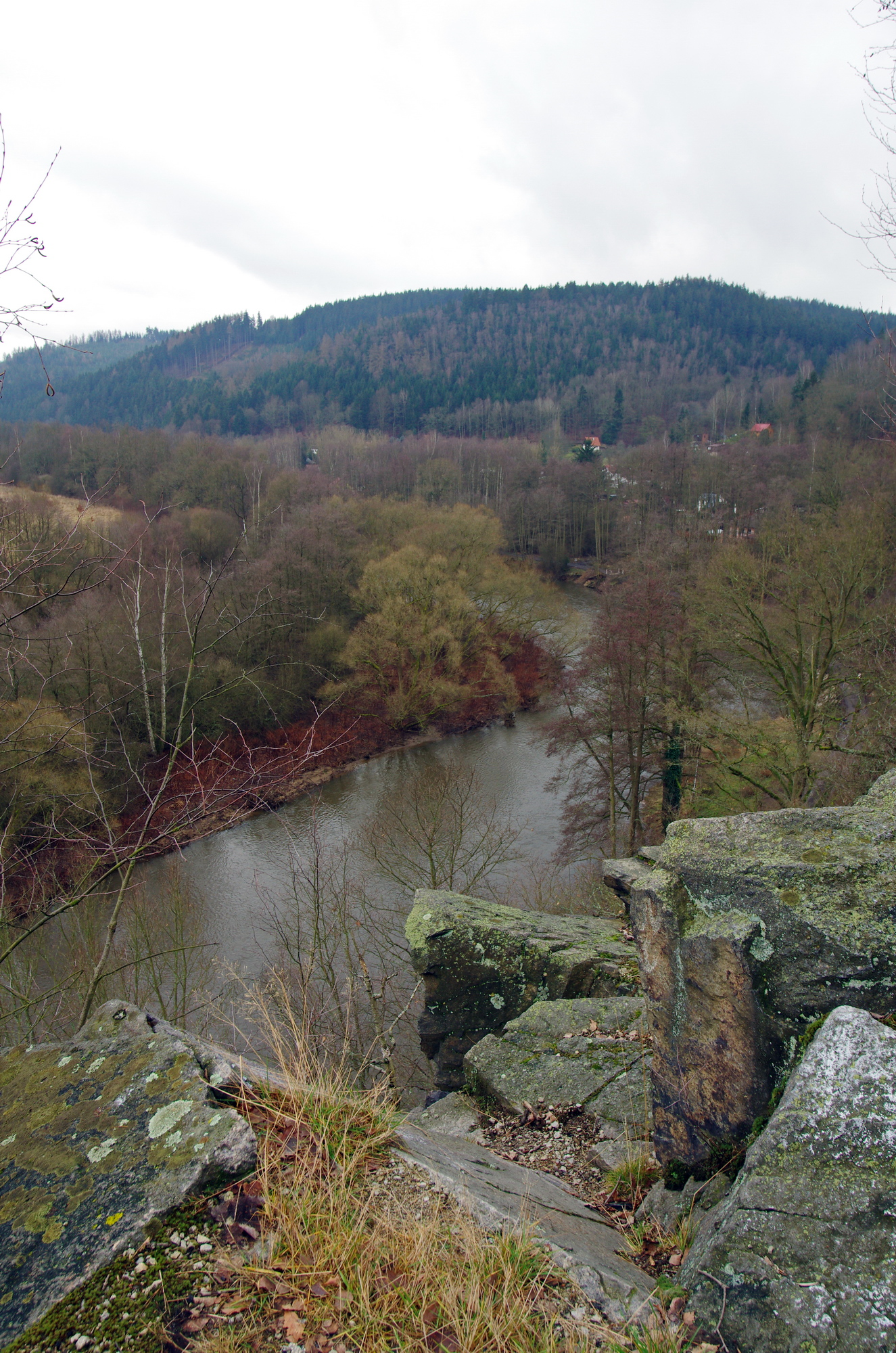
Pohled od Tašovic
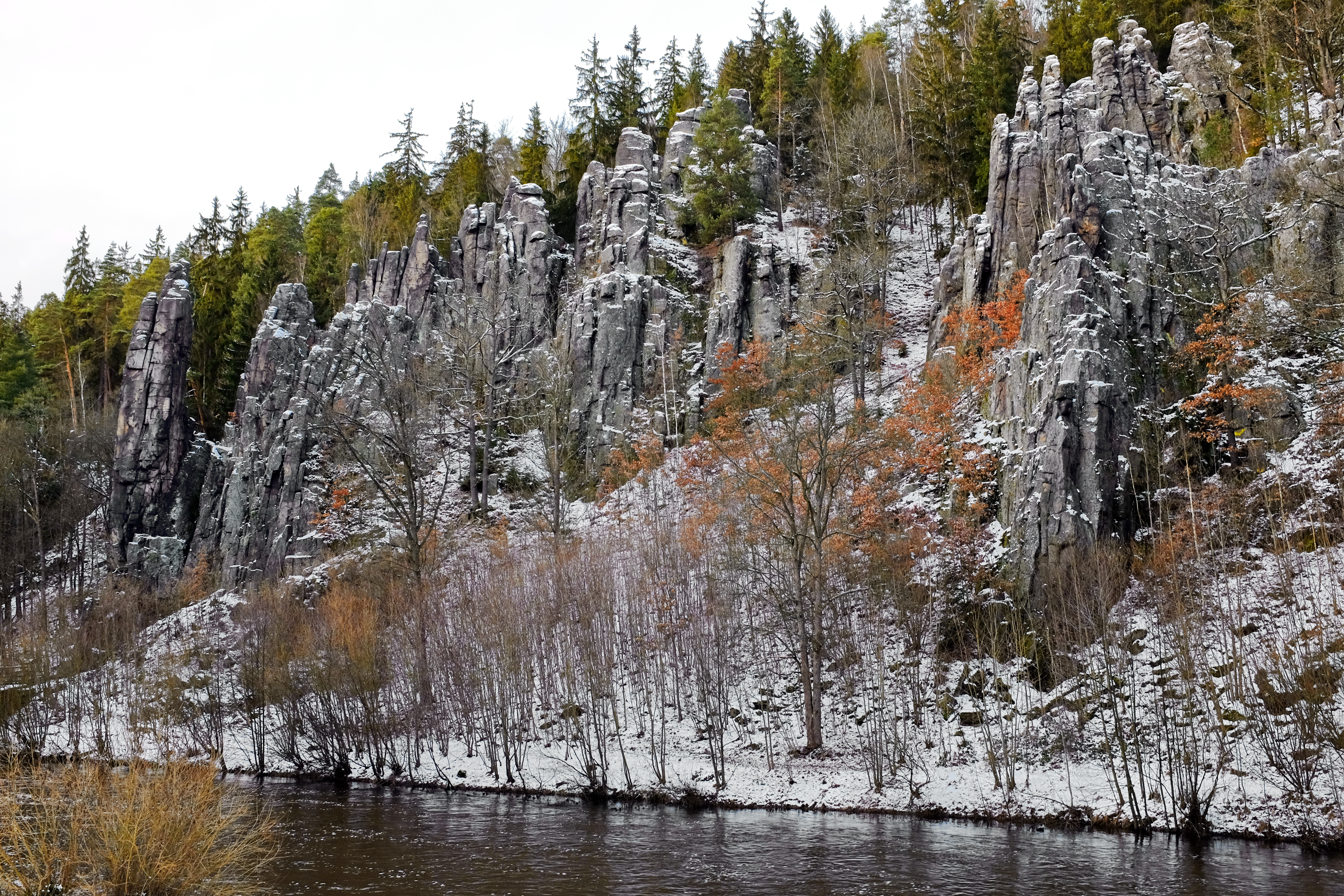
Svatošské skály
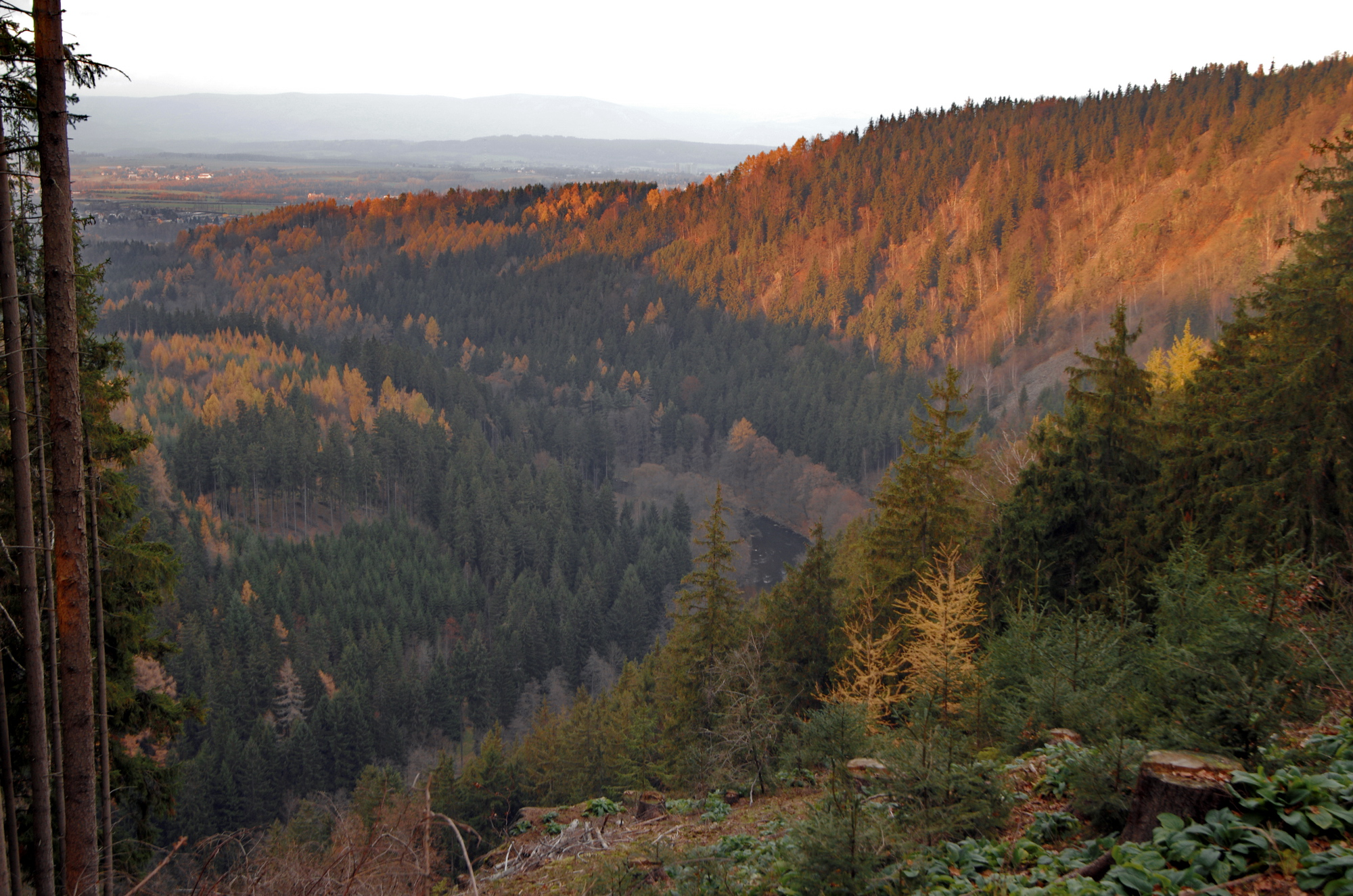
Pohled z hřebenů
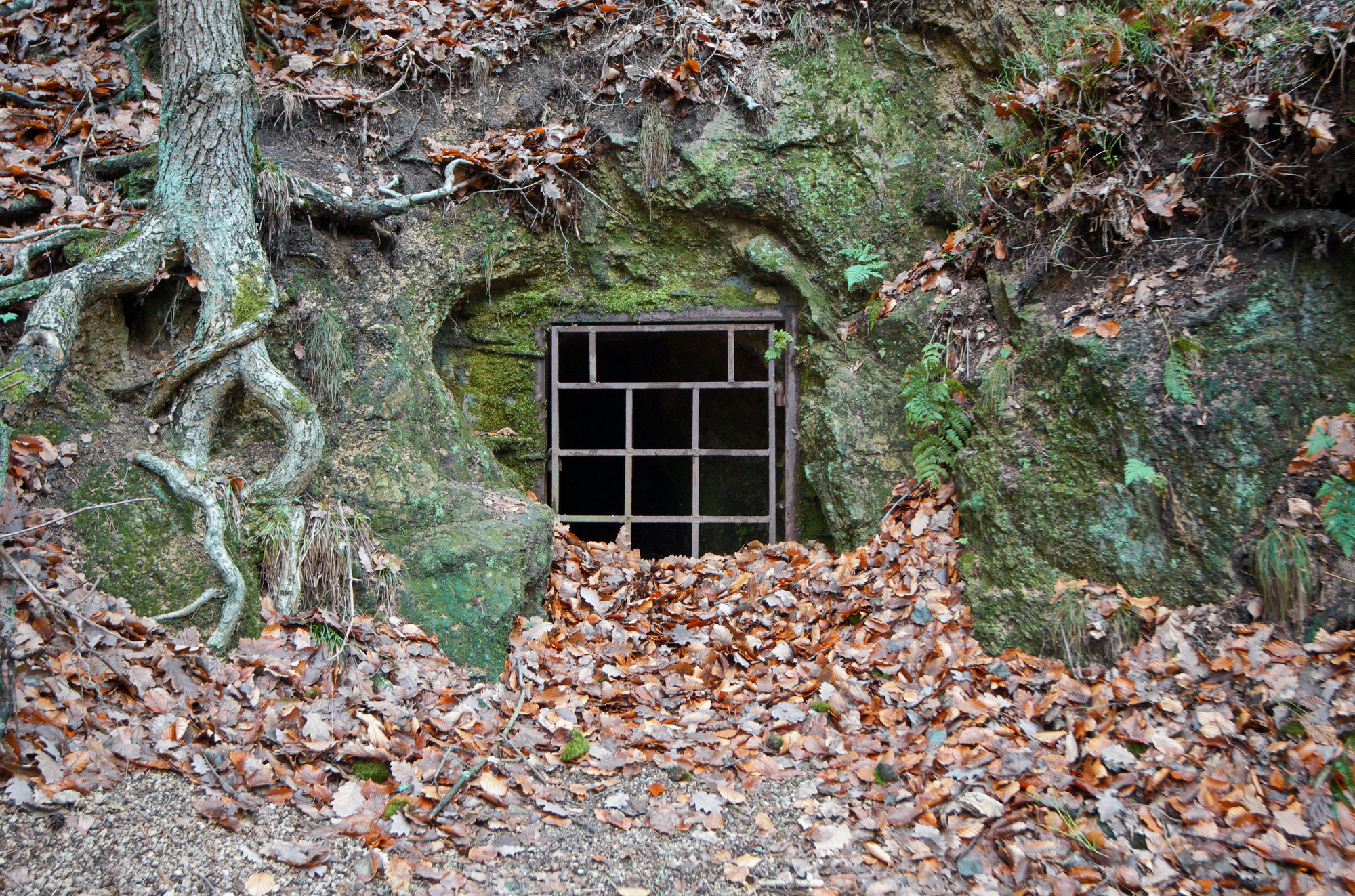
Štola Vildenava
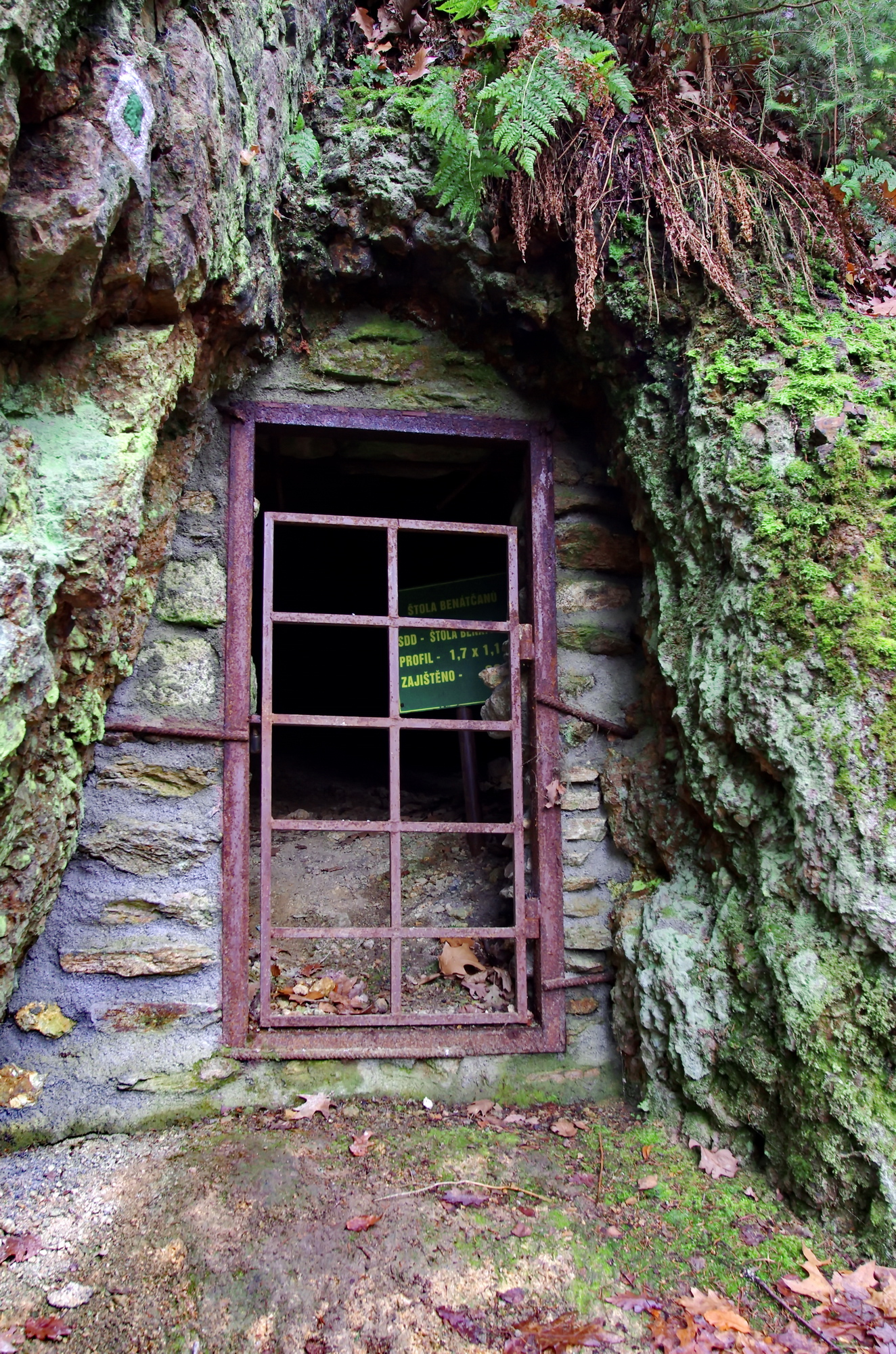
Štola Benátčanů
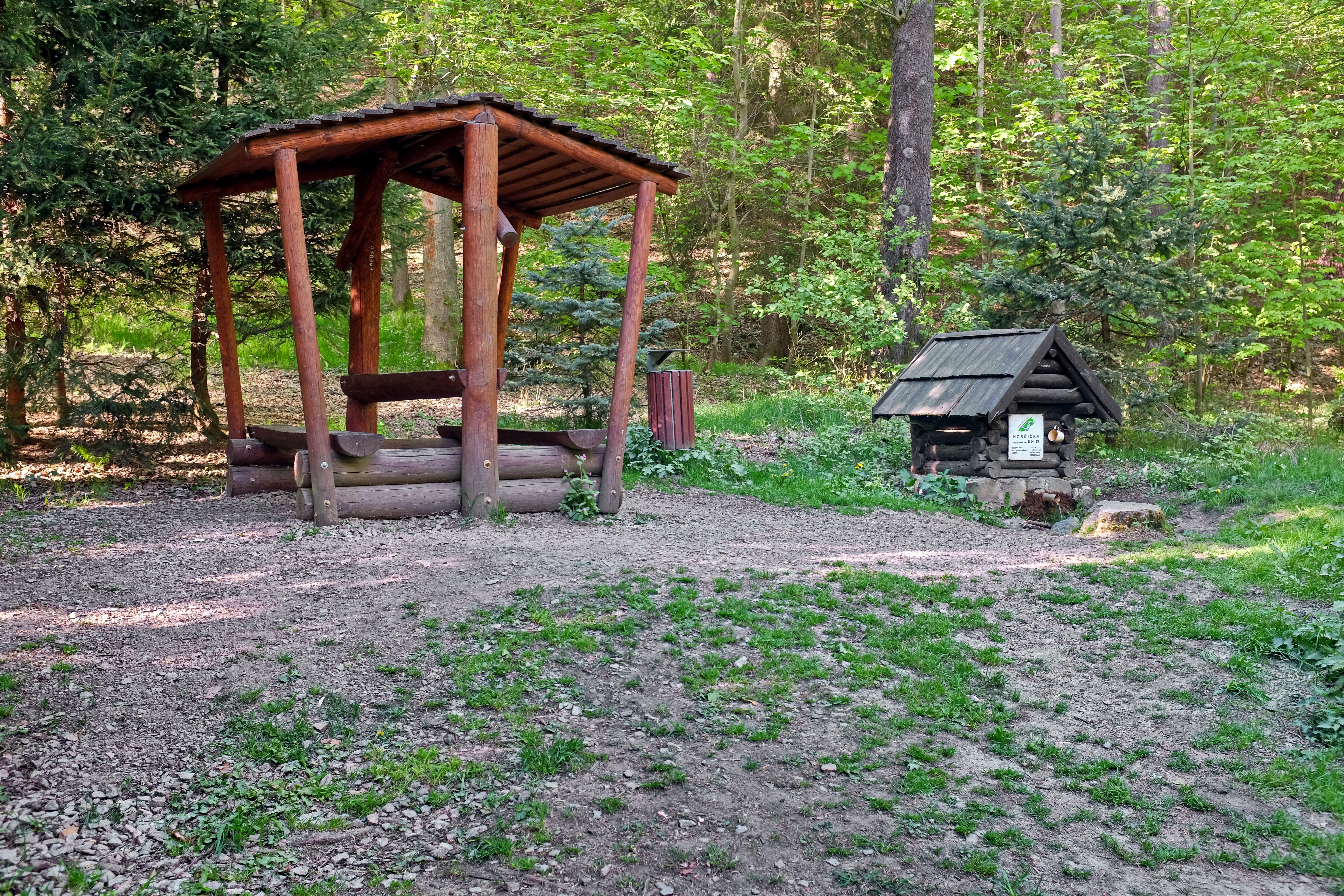
Pramen Hořčička
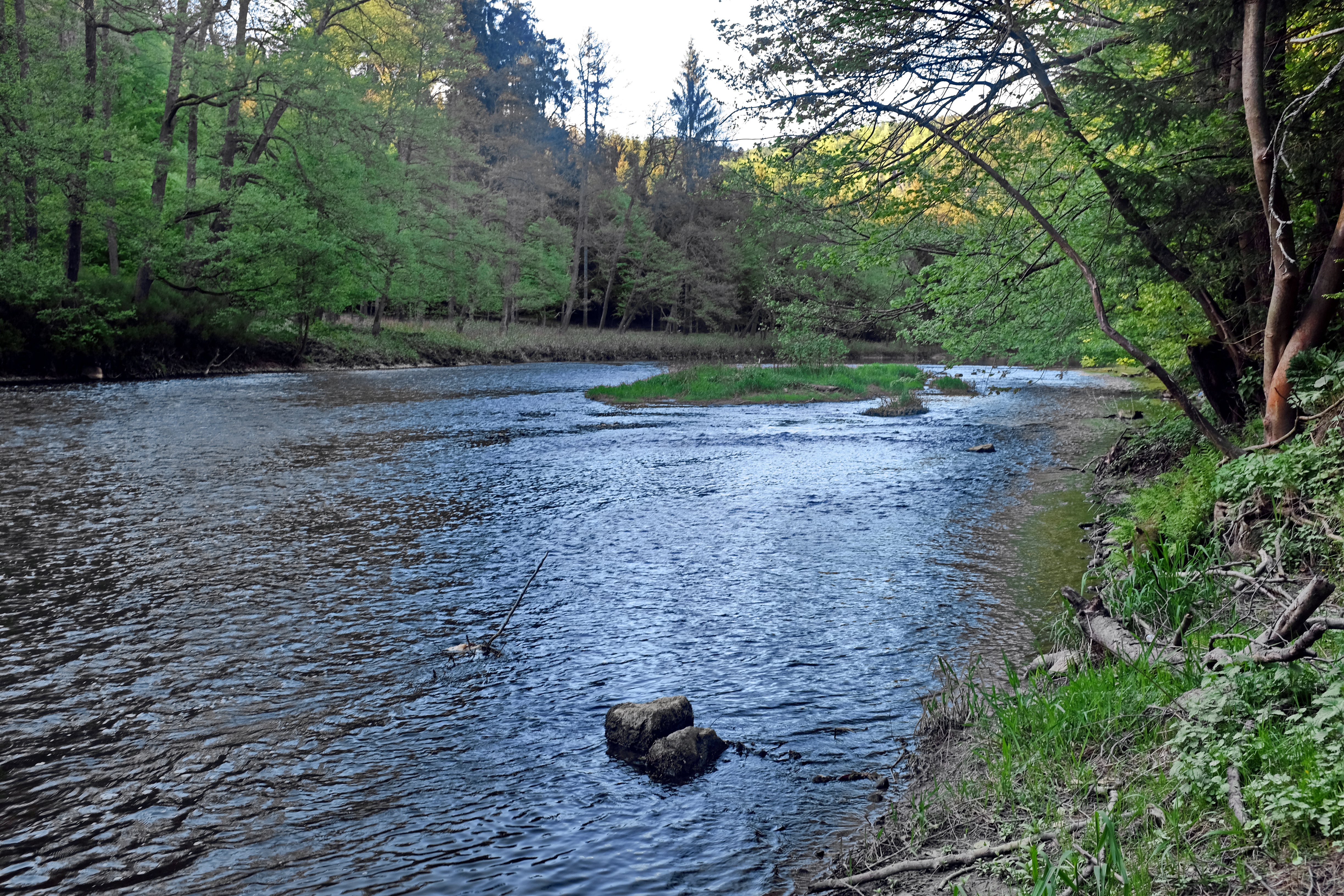
Ohře v území EVL
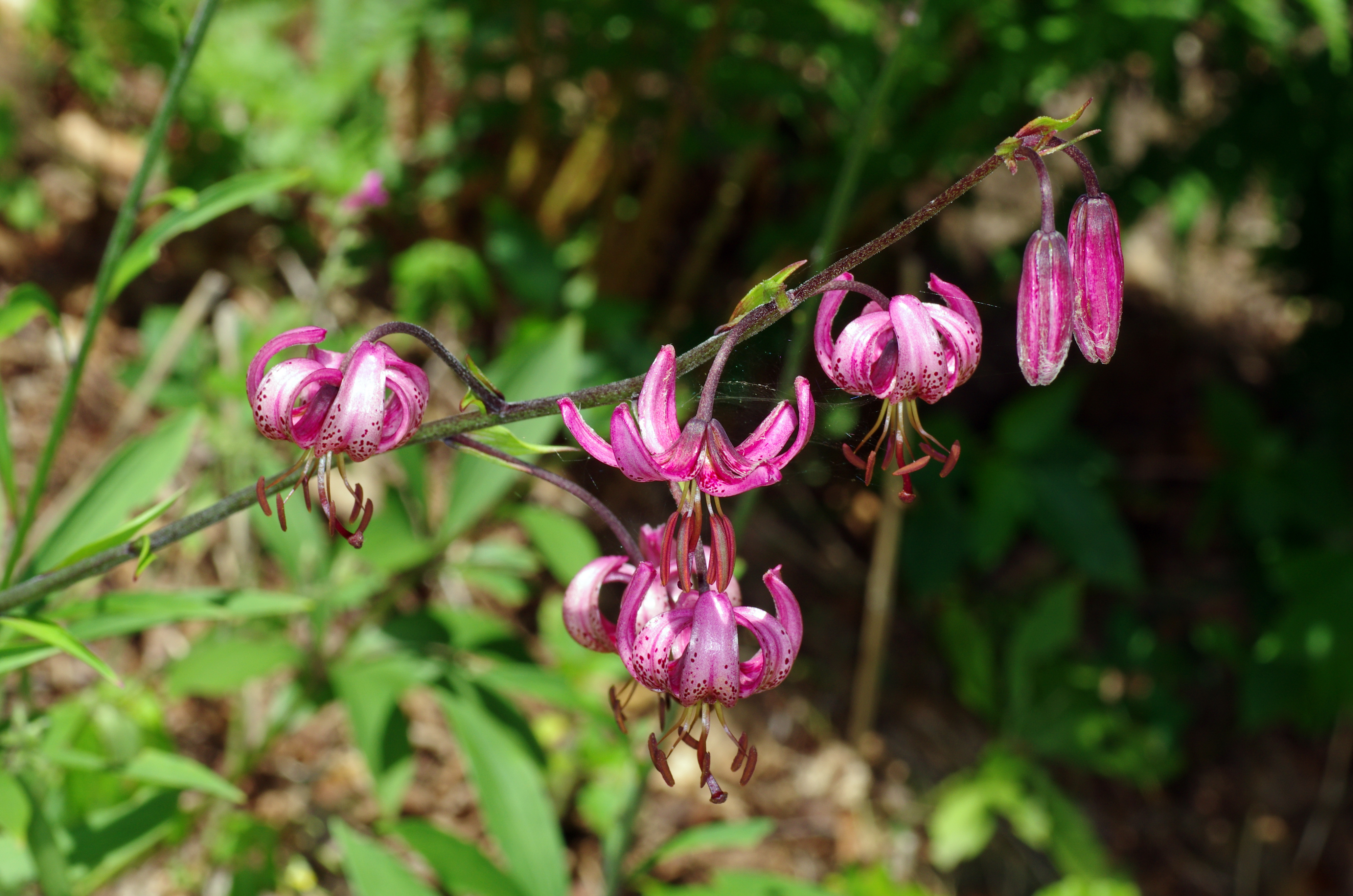
Lilie zlatohlavá v území